# Sylvie Loeillet
Sylvie Loeillet, née le 9 juin 1964, est une actrice française.
À la télévision, elle est notamment connue pour son personnage de Carole Dussier-Belmont dans la série Caméra café.

## Biographie

### Vie privée
En 2002, Sylvie Loeillet est soignée pour une tumeur cérébrale qui lui laissera la moitié droite du visage partiellement paralysée. De fait, lorsqu'elle reprend son rôle dans Caméra Café, les scénaristes écrivent que son personnage, Carole Dussier-Belmont, a été victime d'une méningite. L'actrice partage son expérience en élaborant Vu de la lune (paru chez Gallimard), un recueil de vingt et une nouvelles optimistes qu'elle sollicite chez divers auteurs, dont Vincent Ravalec et Éric Reinhardt.

## Filmographie

### Cinéma
- 1991 : Génial, mes parents divorcent ! de Patrick Braoudé
- 1996 : Oui d'Alexandre Jardin
- 1997 : Le Septième Ciel de Benoît Jacquot
- 1998 : Cuisine américaine de Jean-Yves Pitoun
- 2001 : And Now... Ladies and Gentlemen de Claude Lelouch
- 2004 : Les Parisiens de Claude Lelouch
- 2005 : Espace Détente de Bruno Solo et d'Yvan Le Bolloc'h
- 2024 : Finalement de Claude Lelouch

### Télévision
- 1991 : Aldo tous risques (épisode « Direct du cœur ») : Marion
- 1993 : Extrême Limite : Mathilde
- 1993 : Navarro (saison 5, épisode 3, « Le voisin du dessus ») : la journaliste
- 1995 : Les chiens ne font pas des chats
- 1999 : Julie Lescaut (saison 8, épisode « L'affaire Darzac »)
- 2000 : Les Bœuf-carottes (saison 1, épisode 7, « La Fée du Logis ») : l'inspectrice Fargeau
- 2001-2003 : Caméra café : Carole Dussier-Belmont
- 2002 : Navarro (saison 14, épisode 5, « Délocalisation ») : Anne Morel
- 2013 : Nicolas Le Floch (épisode « Le sang des farines »)
- 2023 : Caméra Café, 20 ans déjà (téléfilm) : Carole Dussier-Belmont

### Clip
- 1986 : Rien que pour toi de Francois Feldman : un mannequin

### Publicités
- 1997 : Woolite

## Théâtre
- 1992 : Chacun pour moi de Daniel Colas, mise en scène de l'auteur, Théâtre Michel.
- 2001 : Une femme parfaite de Roger Hanin, mise en scène de l'auteur, Théâtre Marigny.
- 2007 : La sœur du grec d'Eric Delcourt, Théâtre du Splendid Saint-Martin.
- 2008 : Oscar, mise en scène de Philippe Hersen.
- 2010 : Drôle de couple de Neil Simon, mise en scène de Anne Bourgeois, Théâtre des Nouveautés.
- 2011 : Chambres d'hôtes de Gérard Rinaldi et Sylvie Loeillet, mise en scène Éric Civanyan, tournée.
- 2012 : Chambres d'hôtes de Gérard Rinaldi et Sylvie Loeillet, mise en scène Éric Civanyan, Théâtre de la Renaissance.
- 2014 : Le Clan des divorcées de Alil Vardar.

## Publication
Collectif, Vu de la Lune : Nouvelles optimistes (recueil de nouvelles), coll. « Hors Série », Gallimard, 2005, 272 p.  (ISBN 2070776549 et 978-2070776542)